# Votação plurinominal
Votação plurinominal, é um sistema de votação, usado para resultados de vencedores múltiplos, aonde o eleitor vota no número de candidatos igual ao número de assentos a serem disputados. Se existirem 3 assentos a serem preenchidos, o eleitor pode votar em 3 candidatos diferentes; lembrando que mesmo se uma parte dos assentos é nomeada ou não será eleita nessa eleição, o voto pode ainda ser classificado como plurinominal, caso o eleitor vote na quantidade de candidatos igual ao número de vagas que serão eleitas nessa eleição.
Na maioria dos casos, o candidato que recebe acumula mais votos, vence. Essa votação permite que os vencedores possam ter o mesmo número de votos. .

## No Brasil
Esse sistema de votação é utilizado para eleger dois terços dos membros do senado federal a cada 8 anos. Existem 3 membros do senado por estado, e a cada 8 anos, um membro é eleito sozinho, pelo sistema de maioria simples. 4 anos depois, também a cada 8 anos, dois senadores são eleitos, e o eleitor deve votar em dois candidatos, com os dois mais votados ganhando.

## Votação Plurinominal Preferencial
Nessa variação, o eleitor possui o número de votos igual ao número de assentos disputados, mas, pode rankear por preferência, os candidatos em quem ele não vota. .